# AHCYL1
Adenosylhomocysteinase 2 giả định là enzyme ở người được mã hóa bởi gen AHCYL1.

## Tương tác
AHCYL1 có khả năng tương tác với ITPR1.